# Вопець
Вопець (рос. Вопец) — річка в європейській частині Росії, що протікає у Сафоновському і Дорогобузькому районах Смоленської області. Права притока Дніпра басейну Чорного моря. Витік біля села Кузьміно Сафоновского району. Гирло в Дорогобузькому районі.
Праві притоки: Збійня, Бердняківка, Вільшанка, Березівка, Крим'янка, Кам'янка, Величка, Гузка, Копачівська, Шустівка. Ліві притоки: Вороненка, Погорілівка, Ржава, Бистренка, Зерна.
Назва походить від давньобалтійського апе — вода, річка і давньоруського суфікса єць — малий.
У нижній течії ширина річки 5—7 м, глибина близько 2 м. Береги круті, висотою 3—4 м, зарослі лозою.
Разом з річкою Вязьма вважається найбруднішою річкою Смоленської області, що обумовлено великими стоками промисловості і ЖКГ міста Сафоново, по якому протікає.